# Saint-Senoux
Saint-Senoux (en bretó Sant-Senour, en gal·ló Saent-Senór) és un municipi francès, situat a la regió de Bretanya, al departament d'Ille i Vilaine. L'any 2006 tenia 1.510 habitants. Limita amb els municipis de Guichen, Bourg-des-Comptes, Guignen, Pléchâtel, i Saint-Malo-de-Phily.

## Demografia
| 1962                                       | 1968 | 1975 | 1982 | 1990 | 1999  |
| ------------------------------------------ | ---- | ---- | ---- | ---- | ----- |
| 586                                        | 604  | 705  | 860  | 927  | 1.074 |
| Des de 1962: població sense dobles comptes |      |      |      |      |       |

## Administració
| Període | Identitat      | Partit |
| ------- | -------------- | ------ |
| 2001-   | Bernard Gavaud |        |